# Agano (Fluss)
Der Agano (jap. 阿賀野川, -gawa, in Fukushima auch Aga (阿賀川, -gawa) oder Ōkawa (大川)) ist ein Fluss in Japan.
Er fließt von der Präfektur Fukushima in die Präfektur Niigata. Er ist 210 km lang und hat ein Einzugsgebiet von 7710 km².
Die Quelle des Flusses liegt auf dem Berg Arakai an der Grenze Präfekturen Fukushima und Tochigi. Er fließt nach Norden und erhält Zulauf vom Nippashi (日橋川, -gawa) vom Inawashiro-See und anschließend vom Tadami im Aizu-Becken. Dann dreht er nach Westen und fällt ins Japanische Meer. An der Mündung hat er mit 451 m³/s den größten Durchfluss aller japanischer Flüsse.
In den 1960er Jahren verschmutzte das Unternehmen Shōwa Denkō den Fluss mit Quecksilber und verursachte die Niigata-Minamata-Krankheit (Niigata-Minamata-Krankheit (新潟水俣病, Niigata-Minamata-byō), auch zweite Minamata-Krankheit (第二水俣病, Dai-ni Minamata-byō) genannt).